# Điện ảnh Telugu
Điện ảnh Telugu, hay còn được biết đến với tên gọi Tollywood, là một phân khúc của điện ảnh Ấn Độ chuyên sản xuất phim ảnh bằng tiếng Telugu, một ngôn ngữ được sử dụng rộng rãi ở các tiểu bang Andhra Pradesh và Telangana. Điện ảnh Telugu có trụ sở tại Film Nagar, Hyderabad, và nó đã trở thành ngành công nghiệp điện ảnh lớn nhất Ấn Độ theo doanh thu phòng vé tính đến năm 2021. Phim Telugu đã bán được 23,3 karor (233 triệu) vé vào năm 2022, số vé cao nhất trong số tất cả các ngành công nghiệp điện ảnh Ấn Độ. Tính đến năm 2023, Andhra Pradesh có số lượng rạp chiếu phim cao nhất Ấn Độ.
Từ năm 1909, nhà làm phim Raghupathi Venkaiah Naidu đã sản xuất và trình chiếu phim ngắn khắp Nam Á. Ông đã thành lập rạp chiếu phim đầu tiên do người Ấn Độ làm chủ ở Nam Ấn Độ. Năm 1921, ông đã sản xuất bộ phim câm Bhishma Pratigna, một bộ phim thường được coi là phim truyện điện ảnh đầu tiên bằng tiếng Telugu. Vì thế, Naidu được coi là 'Cha đẻ của điện ảnh Telugu'. Bộ phim nói bằng tiếng Telugu đầu tiên, Bhakta Prahlada (1932), do Hanumappa Muniappa Reddy đạo diễn. Điện ảnh Telugu trải qua thời kỳ hoàng kim vào những năm 1950 và 1960 thông qua những bộ phim với chất lượng sản xuất được nâng cao, các nhà làm phim có ảnh hưởng và các hãng phim nổi tiếng, những người đã tạo nên vô số bộ phim vừa được ưa chuộng vừa được giới phê bình đánh giá cao.
Ngành công nghiệp điện ảnh Telugu ban đầu có trụ sở tại Chennai. Vào những năm 1970, ngành điện ảnh chuyển đến Hyderabad để hoàn tất quá trình chuyển đổi vào những năm 1990. Giai đoạn này cũng chứng kiến sự trỗi dậy của các bộ phim thương mại do các ngôi sao điện ảnh thủ vai, những tiến bộ công nghệ và sự phát triển của các hãng phim lớn như Thành phố phim Ramoji (tiếng Anh: Ramoji Film City), nơi giữ Kỷ lục Guinness thế giới là khu phức hợp phim trường lớn nhất thế giới. Những năm 2010 đánh dấu kỷ nguyên mới cho điện ảnh Telugu với tư cách là nền điện ảnh tiên phong của phong trào phim toàn Ấn Độ, mở rộng phạm vi hoạt động trên khắp Ấn Độ và toàn cầu. Điều này đã đưa ngành công nghiệp điện ảnh Telugu trở thành một thế lực lớn trong nền điện ảnh Ấn Độ và thế giới và cũng đồng thời thúc đẩy sự nổi tiếng trên toàn quốc của các diễn viên Telugu. Sử thi Baahubali 2: Hồi kết (2017) đã giành Giải Sao Thổ cho Phim quốc tế hay nhất, trong khi RRR (2022) trở thành bộ phim truyện Ấn Độ đầu tiên giành Giải thưởng Viện hàn lâm và nhiều giải thưởng quốc tế khác nhau, bao gồm Giải thưởng Viện hàn lâm và Quả cầu vàng cho bài hát "Naatu Naatu" và Giải Lựa chọn của giới phê bình Điện ảnh cho Phim ngoại ngữ hay nhất.
Ngay từ khi mới ra đời, điện ảnh Telugu được biết đến là trung tâm hàng đầu của các bộ phim thần thoại Hindu ở Ấn Độ. Ngày nay, điện ảnh Telugu được công nhận thông qua kỹ thuật hiệu ứng hình ảnh và quay phim tiên tiến. Điều đó khiến ngành điện ảnh Telugu trở thành một trong những nền điện ảnh tinh vi nhất của Ấn Độ. Điện ảnh Telugu đã sản xuất một số bộ phim đắt giá nhất và có doanh thu cao nhất của Ấn Độ, bao gồm Sử thi Baahubali 2: Hồi kết (2017). Bộ phim đó giữ kỷ lục là bộ phim có doanh thu cao nhất mọi thời đại ở Ấn Độ. Trong những năm qua, các nhà làm phim Telugu cũng đã mạo hiểm tham gia vào điện ảnh song song và phim nghệ thuật. Các bộ phim như Daasi (1988), Thilaadanam (2000) và Vanaja (2006) đã nhận được sự hoan nghênh tại các liên hoan phim quốc tế lớn như Venezia, Berlin, Karlovy Vary, Moskva và Busan. Ngoài ra, mười bộ phim Telugu đã được giới thiệu trong danh sách "100 bộ phim Ấn Độ vĩ đại nhất mọi thời đại" của CNN-IBN.

## Lịch sử

### Những năm đầu

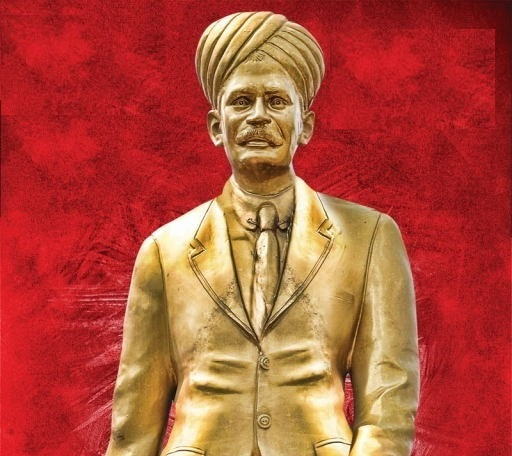
Raghupathi Venkaiah Naidu, được biết đến rộng rãi với tư cách là cha đẻ của ngành điện ảnh Telugu

Raghupathi Venkaiah Naidu, một nhiếp ảnh gia và chủ sở hữu studio chụp ảnh ở Madras, đã bị cuốn hút bởi ngành làm phim. Năm 1909, ông đã tham gia sản xuất phim ngắn. Ông đã quay 12 bộ phim ngắn dài ba phút và triển lãm chúng tại Victoria Public Hall ở Madras. Sau đó, ông tiếp tục triển lãm những bộ phim tiếp theo của mình ở Bengaluru, Vijayawada, Sri Lanka, Yangon và Bago. Vào khoảng những năm 1909–1910, ông đã dựng một nhà lều có tên là Esplanade ở Madras để triển lãm phim của mình. Vào khoảng những năm 1912–1914, ông đã thành lập Rạp Gaiety trên Đường Mount, rạp chiếu phim cố định đầu tiên ở Madras và toàn bộ Nam Ấn Độ. Sau đó, ông đã xây dựng Rạp Crown và Rạp Globe. Tại các rạp của mình, ông đã chiếu những bộ phim của Mỹ và châu Âu cũng như những bộ phim câm được sản xuất ở nhiều vùng khác nhau của Ấn Độ.
Năm 1919, Naidu thành lập một công ty sản xuất phim có tên là Star of the East Films' (dịch tạm là Ngôi sao phim miền Đông), hay còn được gọi là Glass Studio', công ty sản xuất phim đầu tiên do một người nói tiếng Telugu thành lập. Ông đã gửi con trai mình, Raghupathi Surya Prakash Naidu (R. S. Prakash) đi học làm phim tại các hãng phim ở Anh, Đức và Hoa Kỳ. Năm 1921, họ đã sản xuất bộ phim Bhishma Pratigna, phim truyện Telugu đầu tiên. Venkaiah Naidu sản xuất bộ phim, trong khi R. S. Prakash đạo diễn và sản xuất bộ phim cùng với vai diễn nhân vật chính Bhishma. Vì thế, Raghupathi Venkaiah Naidu được coi là 'Cha đẻ của điện ảnh Telugu' với tư cách là nhà sản xuất và nhà chiếu phim tiếng Telugu đầu tiên.

## Kỷ lục Guinness thế giới
Trong suốt lịch sử, ngành điện ảnh Telugu đã ghi danh những kỷ lục Guinness này:
- Kỷ lục Guinness về điện ảnh Ấn Độ đã được trao cho Thành phố phim Ramoji (tiếng Anh: Ramoji Film City), Hyderabad, với tư cách là khu phức hợp phim trường lớn nhất thế giới. Thành phố phim Ramoji mở cửa vào năm 1966 và rộng 674 ha. Với 47 xưởng thu âm, phim trường còn có các bối cảnh cố định trải dài từ nhà ga đến đền chùa.[14]
- D. Rama Naidu nắm giữ Kỷ lục Guinness thế giới với tư cách là nhà sản xuất năng suất nhất với 130 bộ phim.[15]
- Dasari Narayana Rao nắm giữ Kỷ lục Guinness thế giới với tư cách là đạo diễn nhiều phim nhất với 151 bộ phim.[16]
- Brahmanandam nắm giữ Kỷ lục Guinness thế giới về diễn xuất trong nhiều bộ phim nhất bằng một ngôn ngữ duy nhất với hơn 1000 bộ phim.[17]
- Sripathi Panditaradhyula Balasubrahmanyam nắm giữ Kỷ lục Guinness thế giới với số lượng bài hát nhất đối với bất kỳ nam ca sĩ nào trên thế giới, với phần lớn các bài hát bằng tiếng Telugu.[18]
- Vijaya Nirmala nắm giữ Kỷ lục Guinness thế giới với tư cách là nữ đạo diễn có nhiều phim nhất với 47 phim.[19]
- Năm 2016, P. Susheela đã ghi danh vào Sách Kỷ lục Thế giới Guinness vì ghi nhận số lượng bài hát nhiều nhất trong lịch sử âm nhạc.[20]

## Lãnh thổ phân phối
Các khu vực nói tiếng Telugu được chia thành ba khu vực cho mục đích phân phối phim, cụ thể là Nizam, Ceded và Andhra, trong đó Nizam được biết đến là nơi có doanh thu cao nhất.

### Nội địa
| Lãnh thổ                                     | Các khu vực bao gồm |
| -------------------------------------------- | --- |
| Nizam                                        | Bang Telangana, bao gồm hai huyện thuộc bang Karnataka là Raichur và Koppal                                                                                     |
| Ceded                                        | Tám huyện của vùng Rayalaseema thuộc bang Andhra Pradesh, bên cạnh các huyện Ballari và Vijayanagar thuộc bang Karnataka và bộ phận doanh thu từ huyện Prakasam |
| Uttarandhra                                  | Các huyện Visakhapatnam, Vizianagaram, Srikakulam, Parvathipuram Manyam, Anakapalle và các phần của huyện Alluri Sitharama Raju thuộc bang Andhra Pradesh       |
| Đông                                         | Các huyện Đông Godavari, Kakinada, Konaseema, phần huyện Alluri Sitharama Raju thuộc bang Andhra Pradesh và huyện Yanam của Puducherry                          |
| Tây                                          | Huyện Tây Godavari và phần của huyện Eluru thuộc bang Andhra Pradesh                                                                                            |
| Krishna                                      | Các huyện Krishna, NTR và các phần của Eluru thuộc bang Andhra Pradesh                                                                                          |
| Guntur                                       | Các huyện Guntur, Bapatla, Palnadu và bộ phận doanh thủ của huyện Prakasam thuộc bang Andhra Pradesh                                                            |
| Nellore                                      | Huyện Nellore và phần của huyện Tirupati thuộc bang Andhra Pradesh                                                                                              |
| Karnataka                                    | Bang Karnataka, không bao gồm các huyện Raichur, Koppal, Bellary and Vijayanagar, nhưng bao gồm huyện Krishnagiri thuộc bang Tamil Nadu                         |
| Tamil Nadu                                   | Bang Tamil Nadu, bao gồm thành phố Pondicherry, loại trừ huyện Krishnagiri                                                                                      |
| Kerala                                       | Bang Kerala, bao gồm Mahé và Lakshadweep |
| Bắc Ấn Độ và các vùng miền còn lại của Ấn Độ | Tất cả các vùng khác của Ấn Độ |

### Quốc tế
| Lãnh thổ                  | Các khu vực bao gồm                                                                               |
| ------------------------- | ------------------------------------------------------------------------------------------------- |
| Bắc Mỹ                    | Hoa Kỳ và Canada                                                                                  |
| Châu Âu                   | Các quốc gia thuộc Liên minh châu Âu, bao gồm Vương quốc Liên hiệp Anh và Bắc Ireland             |
| Nam Phi                   | Cộng hòa Nam Phi                                                                                  |
| Trung Đông                | Các Tiểu vương quốc Ả Rập Thống nhất và tất cả các quốc gia khác thuộc Hội đồng Hợp tác Vùng Vịnh |
| Đông Nam Á                | Singapore, Malaysia                                                                               |
| Đông Á                    | Nhật Bản                                                                                          |
| Nam Á                     | Sri Lanka                                                                                         |
| Úc                        | Úc, New Zealand, Fiji và Papua New Guinea                                                         |
| Châu Đại Dương            | Tất cả các quốc gia còn lại thuộc châu Đại Dương                                                  |
| Phần còn lại của thế giới | Tất cả các khu vực khác trên thế giới trừ các vùng lãnh thổ trên                                  |